# Liste de pianistes classiques par école

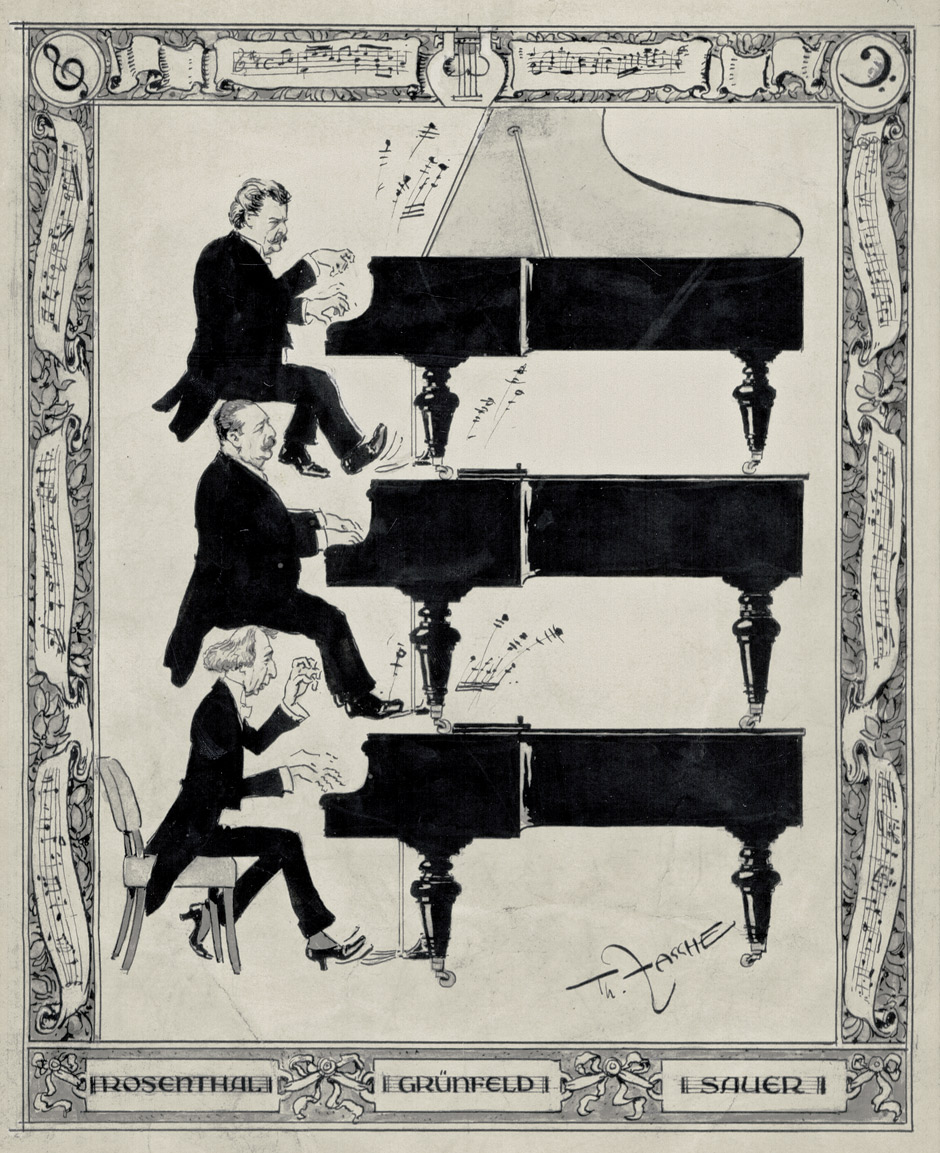
Moriz Rosenthal, Emil von Sauer (deux élèves de Liszt) et Alfred Grünfeld par Theodor Zasche (silhouettes d'Otto Böhler 1905).

Cette liste de pianistes classiques par école, illustre la filiation de l'enseignement de pianiste dans l'ordre historique au cours du XIXe siècle et début du XXe siècle. Elle peut être retracée, pour la majorité des pianistes, en quelques chaînons dans les écoles classiques connues.
Les étudiants sont en retrait sous l'enseignant et dans l'ordre chronologique, si possible. Les élèves avec plusieurs enseignants, ont été mis en filiation du plus important, en raison de la forme.

## Lignée Beethoven / Clementi – Czerny – Liszt / Leszetycki
- Muzio Clementi (1752–1832)
  - Johann Baptist Cramer (1771–1858)

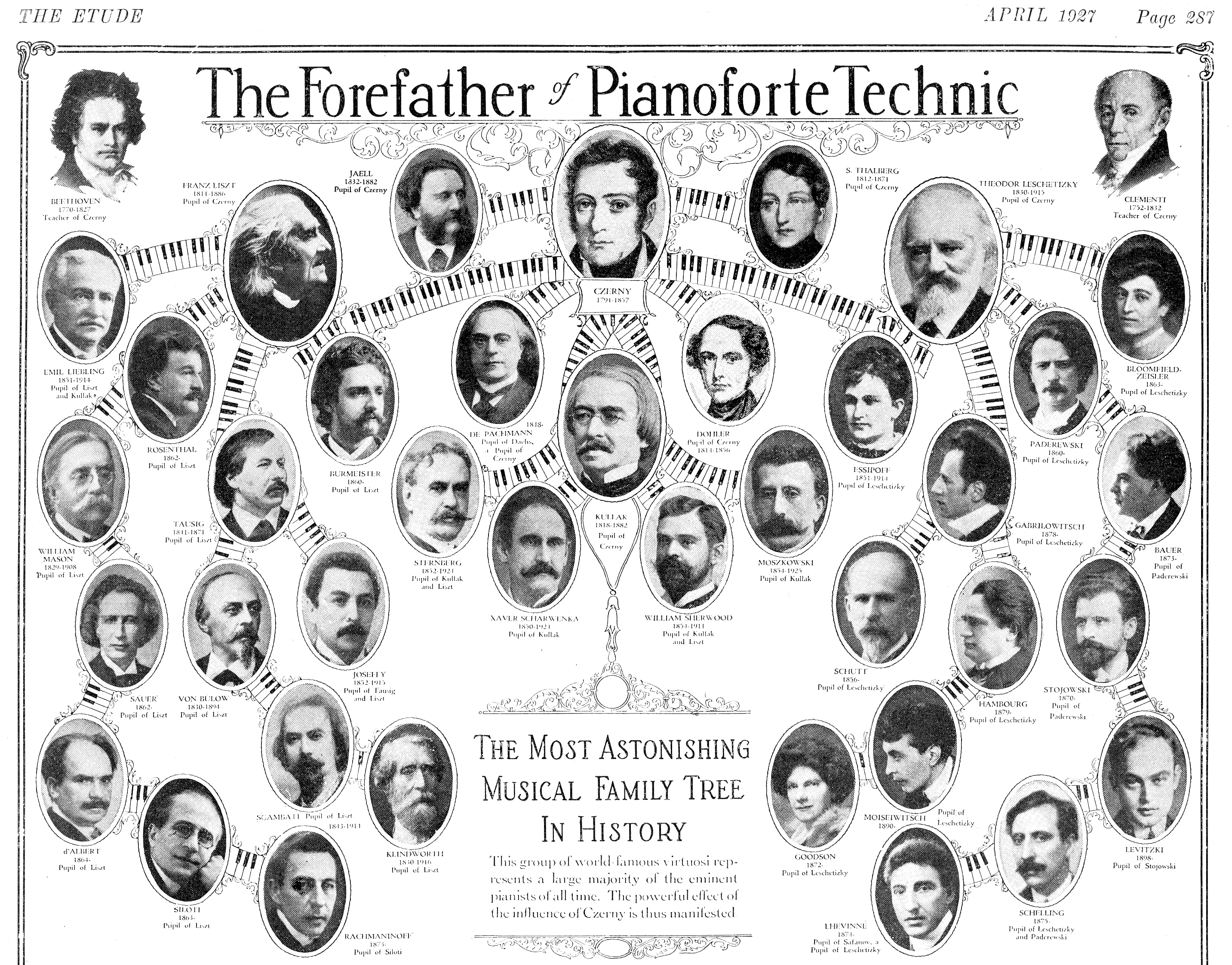
La filiation Czerny, représentée en 1927 dans le magazine américain The Etude. Les pianistes figurent avec Clementi et Beethoven (maîtres de Czerny) en haut, jusqu'à Rachmaninoff († 1943) et Lhévinne († 1944) en bas.

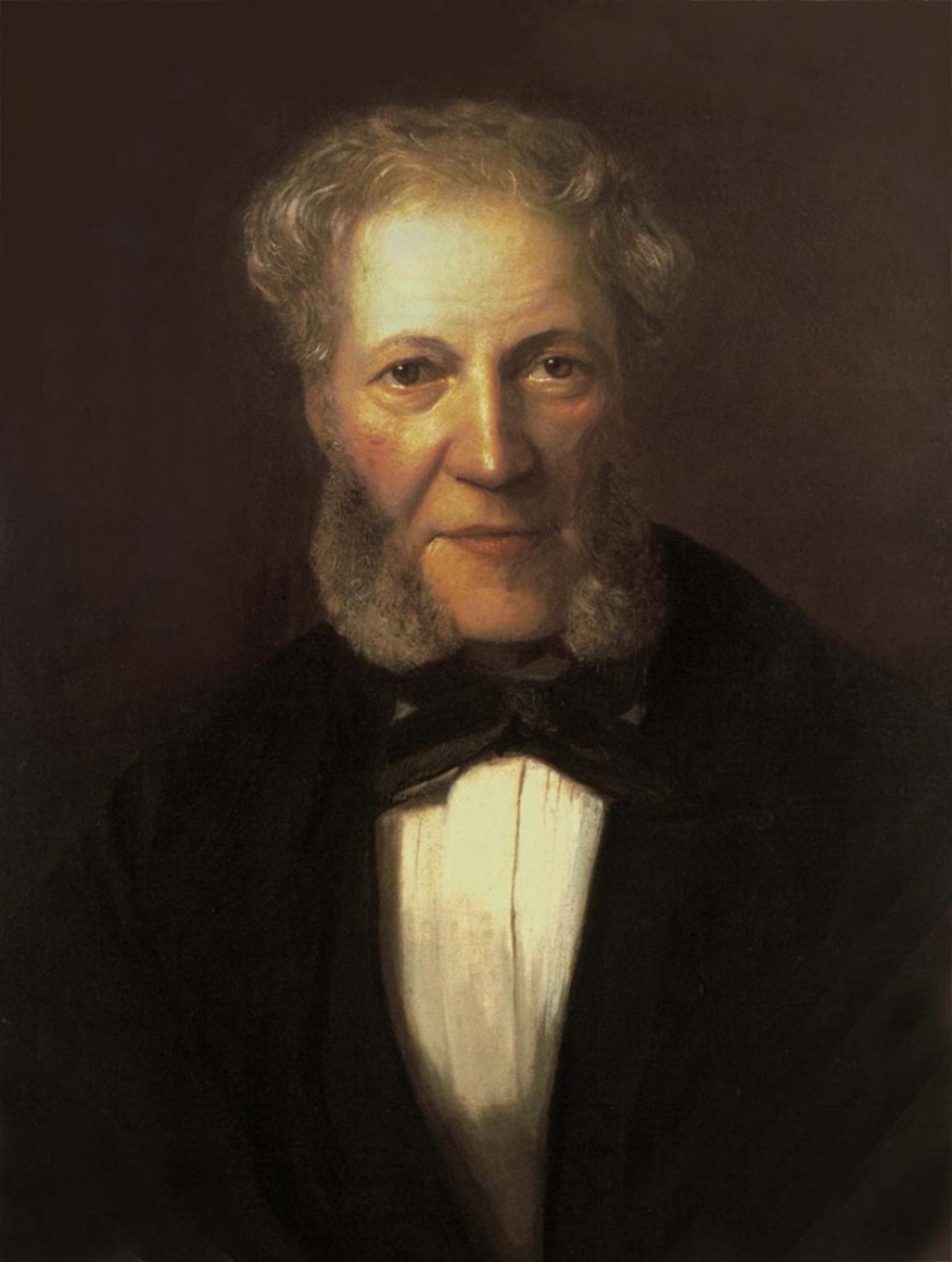
Ignaz Moscheles en 1860.

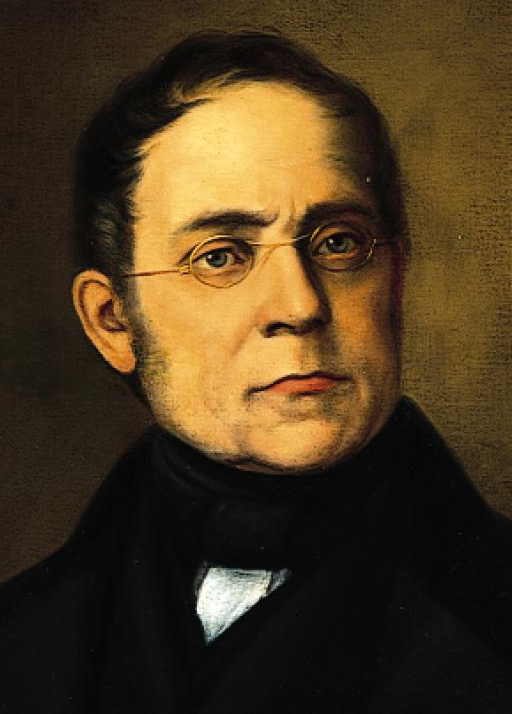
Carl Czerny.

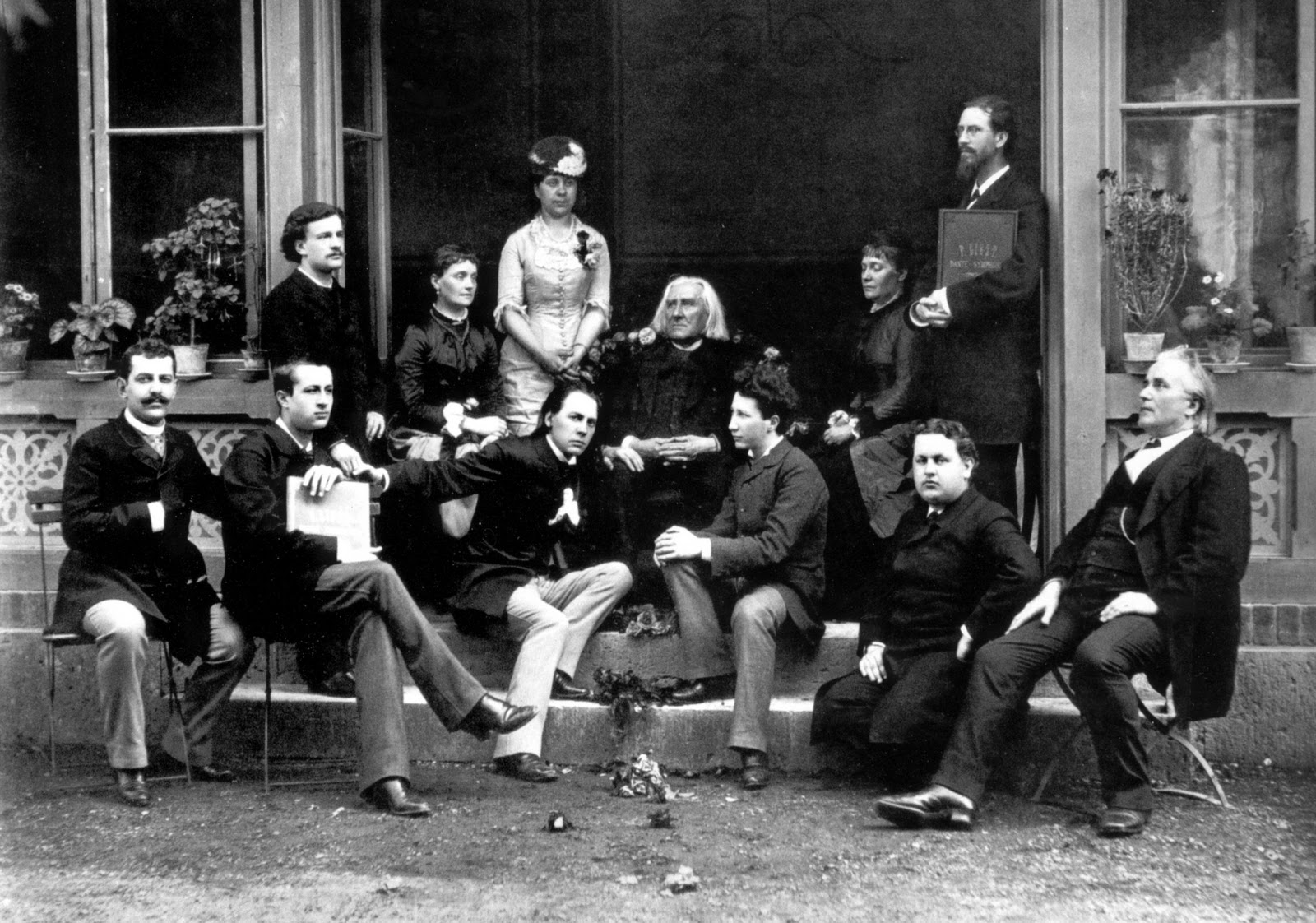
Liszt et ses élèves en 1884 : Saul Liebling, Alexander Siloti, Arthur Friedheim, Emil Sauer, Alfred Reisenauer, Alexander Gottschalg. Au second rang : Moriz Rosenthal, Viktoria Drewing, Alexandrine Paramanoff, Franz Liszt, Annette Hempel (la mère d'Arthur Friedheim), Hugo Mansfeldt.

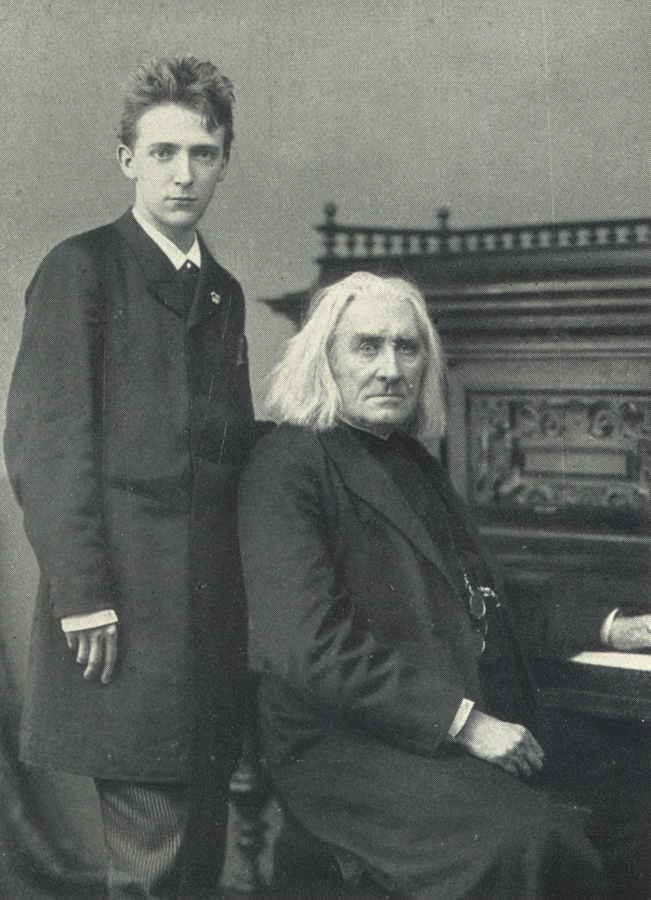
Liszt avec un de ses derniers élèves, Bernhard Stavenhagen en 1885.

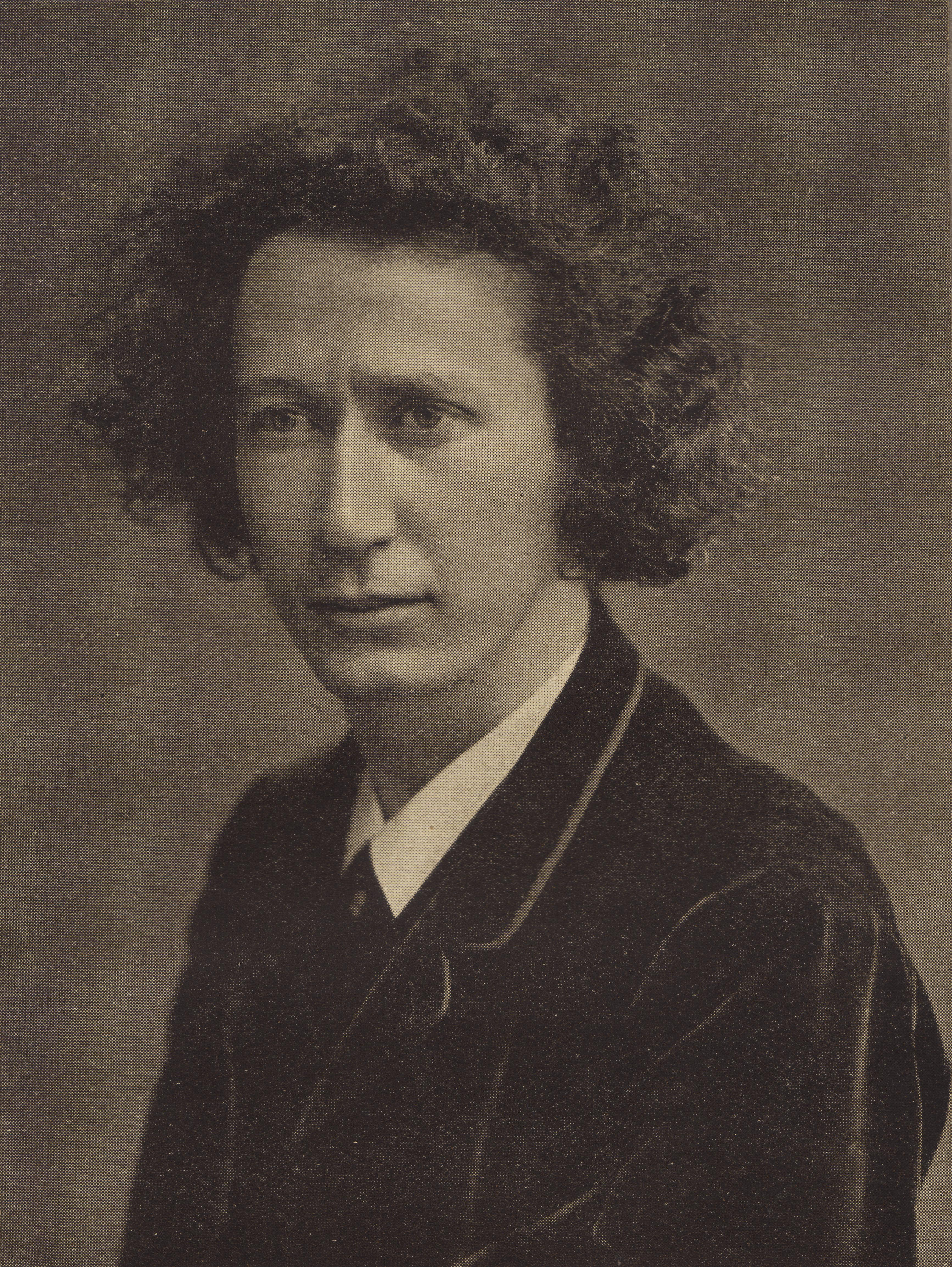
Emil Sauer, avant 1913.

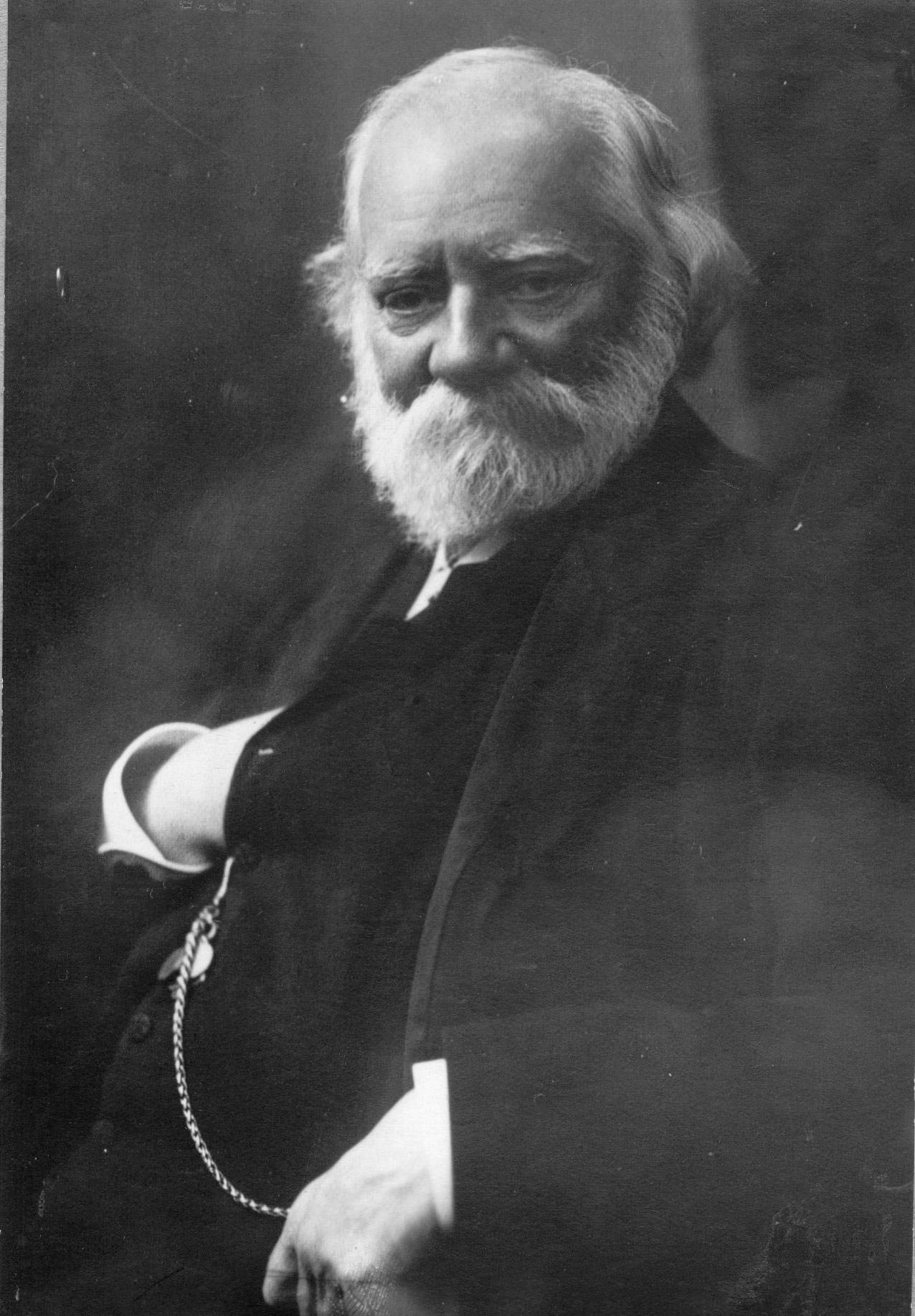
Teodor Leszetycki.

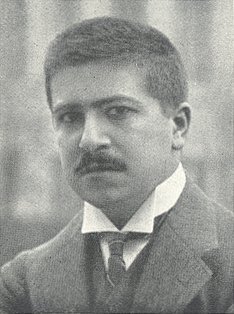
Artur Schnabel vers 1906.

  - Johann Nepomuk Hummel (1778–1837)
    - Sigismund Thalberg (1812–1871)
      - Charles Wilfrid de Bériot (1833–1914)
        - Charles Tournemire (1870–1937)
        - Enrique Granados (1867–1916)
        - Ricardo Viñes (1875–1943)
        - Maurice Ravel (1875–1937)
        - Abel Decaux (1869-1943)
        - Paul Loyonnet (1889–1988)

    - Adolf von Henselt (1814–1889)

  - John Field (1782–1837)
    - Alexandre Dubuque (1812–1898)
      - Nikolaï Zverev (1832–1893)
      - Mili Balakirev (1837–1910)

  - Ignaz Moscheles(1794–1870)
    - Henry Litolff (1818–1891)
    - Felix Draeseke (1835–1913)
    - Louis Brassin (1840–1884)
      - Arthur De Greef (1862–1940)

    - Ernst Perabo (1845–1920)
    - Aleksander Michałowski (1851–1938)
      - Wanda Landowska (1879–1959)
      - Mischa Levitzki (1898–1941)
      - Vladimir Sofronitsky (1901–1961)

  - Carl Czerny (1791–1857)
    - Anton Door (1833–1919)
    - Theodor Kullak (1818–1882)
      - Xaver Scharwenka (1850–1924)
      - Alfred Grünfeld (1852–1924)
      - James Kwast (1852–1927)
        - Percy Grainger (1882–1961)
        - Ethel Leginska (1886–1970)
          - Daniel Pollack (1935– )
          - Bruce Sutherland (1926–2010)

      - Moritz Moszkowski (1854–1925)

    - Josef Dachs (1825–1896)
      - Wladimir von Pachmann (1848–1933)
      - Isabelle Vengerova (1877–1956)
        - Leonard Bernstein (1918–1990)

    - Franz Liszt (1811–1886)
      - Caroline Boissier-Butini (1786–1836)
      - Karl Klindworth (1830–1916)
        - Sergueï Liapounov (1859–1924)

      - Hans Bronsart von Schellendorff (1830–1913)
      - Hans von Bülow (1830–1894)
        - Karl Heinrich Barth (1847–1922)
          - Arthur Rubinstein (1887–1982)
          - Wilhelm Kempff (1895–1991)
            - Mitsuko Uchida (* 1948)
            - Gerhard Oppitz (* 1953)

      - Carl Tausig (1841–1871)
        - Adolf Schulz-Evler (1852–1905)

      - Sophie Menter (1846–1918)
        - Vassili Sapelnikov (1867–1941)

      - Anton Urspruch (1850–1907)
      - Juliusz Zarębski (1853–1885)
      - Martin Krause (1853–1918)
        - Edwin Fischer (1886–1960)
          - Conrad Hansen (1906–2002)
          - Grete Sultan (1906–2005)
          - Katja Andy (1907–2013)
          - Reine Gianoli (1915-1979)
          - Paul Badura-Skoda (1927–2019)
          - Alfred Brendel (* 1931)
            - Kit Armstrong (* 1992)
            - Paul Lewis (* 1972)
            - Anne Queffélec (* 1948)
            - Amandine Savary (* 1984)

        - Claudio Arrau (1903–1991)
          - Edith Fischer (*1935)
          - Aquiles delle Vigne (1946-2022)
          - Wolfgang Leibnitz (*1936)
          - Joan Moll (*1936)
          - Hilde Somer (1922-1979)

      - Vera Timanova (1855–1942)
      - Arthur Friedheim (1859–1932)
      - István Thomán (1862–1940) → École hongroise
      - Moriz Rosenthal (1862–1946)
        - Charles Rosen (1927–2012)

      - Emil von Sauer (1862–1942)
        - Frank Marshall (1883-1959)
        - Stefan Askenase (1896–1985)
          - Martha Argerich (* 1941)

        - Lubka Kolessa (1904–1997)
        - Raymond Trouard (1916-2008)

      - Bernhard Stavenhagen (1862–1914)
        - Ernest Hutcheson (1871–1951)

      - Conrad Ansorge (1862–1930)
        - Eduard Erdmann (1896–1958)
          - Paul Baumgartner (1903–1976)
            - Arie Vardi (*1937)
            - Karl Engel (1923–2006)
              - Maria Joao Pires (* 1944)

            - Klaus Linder
              - Patrick Cohen (1964– )

      - Alfred Reisenauer (1863–1907)
        - Sigfrid Karg-Elert (1877–1933)
        - Sergueï Bortkiewicz (1877–1952)

      - Eugen d'Albert (1864–1932)
        - Wilhelm Backhaus (1884–1969)

      - Frederic Lamond (1868–1948)
      - José Vianna da Motta (1868–1948)
        - José Carlos da Sequeira Costa (1929-2019)

    - Teodor Leszetycki (1830–1915) 
      - Anna Esipova (1851–1914)
        - Józef Turczyński (1884–1953)
        - Sergueï Prokofiev (1891–1953)
        - Leff Pouishnoff (1891–1959)

      - Ignacy Paderewski (1860–1941)
      - Richard Robert (1861–1924)
        - Hans Gál (1890–1987)
        - Wilhelm Grosz (1894–1939)
        - Clara Haskil
        - Rudolf Serkin (1903–1991)
          - Ruth Laredo (1937–2005)
          - Richard Goode (1943– )

        - Rudolf Schwarz
        - George Szell

      - Fannie Bloomfield Zeisler (1863–1927)
      - Katharine Goodson (1872–1958)
      - Ossip Gabrilowitsch (1878–1936)
      - Mark Hambourg (1879–1960)
        - Gerald Moore (1899–1987)

      - Richard Buhlig (1880–1952)
      - Artur Schnabel (1882–1951)
        - Clifford Curzon (1907–1982)
        - Eliza Hansen (1909–2001)
          - Christoph Eschenbach (* 1940)
          - Justus Frantz (* 1944)

        - Władysław Szpilman (1911–2000)
        - Adrian Aeschbacher (1912–2002)
        - Rudolf Firkušný (1912–1994)
        - Dinu Lipatti (1917–1950)
        - Maria Curcio (1918–2009)
          - Chung Myung-whun (1953– )
          - Terence Judd (1957–1979)
          - Barry Douglas (1960– )
          - Marie-Josèphe Jude (1968– )

        - Claude Frank (1925–2014)
        - Leon Fleisher (1928-2020)
          - Dina Koston (1929 - 2009)
          - André Watts (1946– )
          - Yefim Bronfman (1958– )
          - Louis Lortie (1959– )
          - Phillip Bush (1961 - )
          - Kevin Kenner (1963 - )
          - Naida Cole (1974 - )
          - Orit Wolf (1974 - )
          - Wonny Song (1978 - )
          - Jonathan Biss (1980 - )
          - Daniel Wnukowski (1981– )

      - Gottfried Galston (1879–1950)
      - Walter Braunfels (1882–1954)
      - Elly Ney (1882–1968)
      - Ignaz Friedman (1882–1948)
        - Ignace Tiegerman (1893–1968)
        - Bruce Hungerford (1922–1977)

      - Paul Wittgenstein (1887–1961)
      - Benno Moiseiwitsch (1890–1963)
      - Mieczysław Horszowski (1892–1993)
        - Dina Koston (1929-2009)
        - Eugene Istomin (1925–2003)
        - Anton Kuerti (1938– )
        - Richard Goode (1943– )
        - Murray Perahia (1947– )
        - Peter Serkin (1947– )
        - Steven De Groote (1953–1989)
        - Cecile Licad (1961– )

## École française du Conservatoire de Paris
- Hélène de Montgeroult (1764–1836)
  - Ignaz Ladurner (1766–1839)

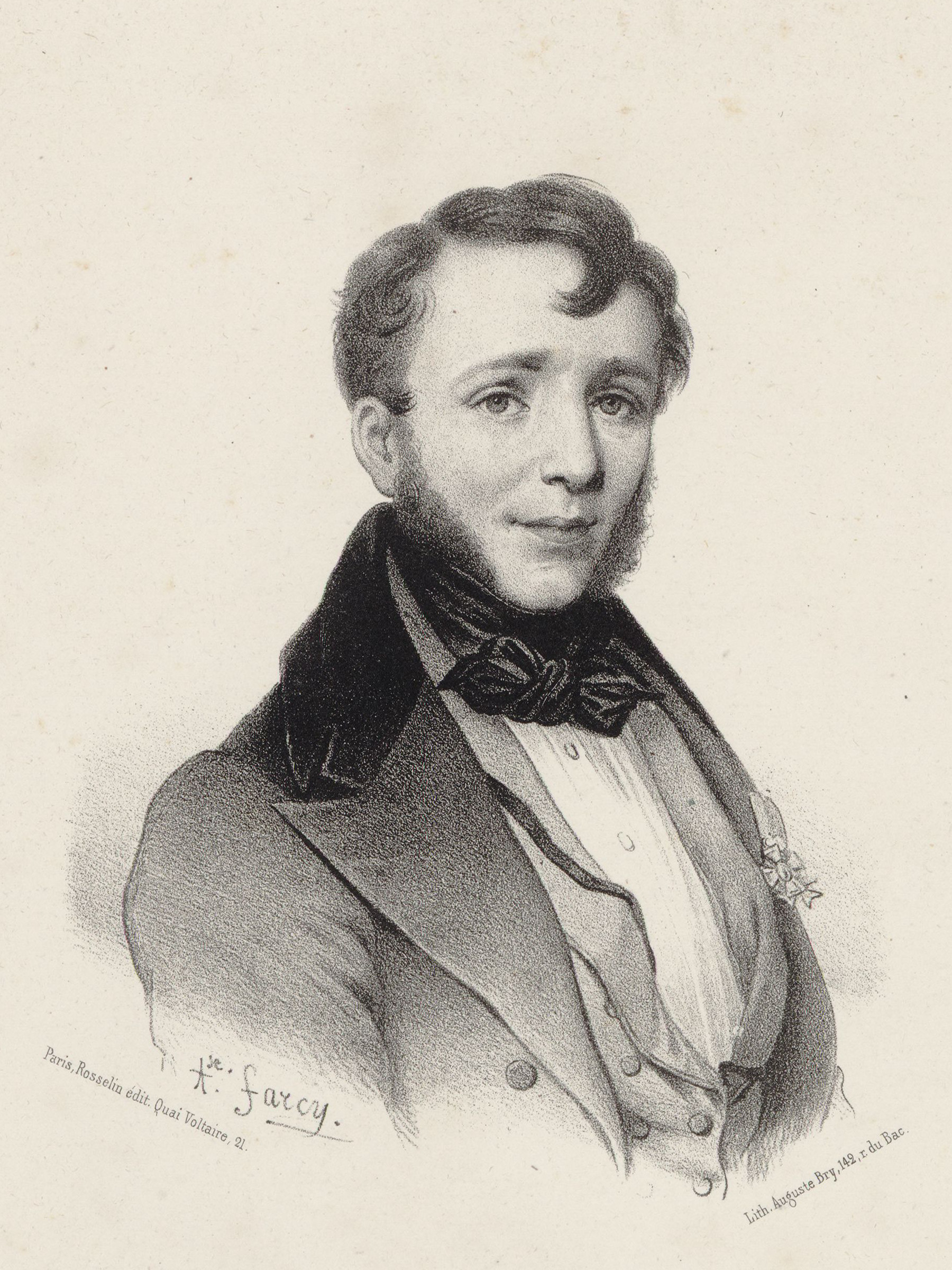
Friedrich Wilhelm Michael Kalkbrenner, d'après un dessin d'Alphonse Farcy.

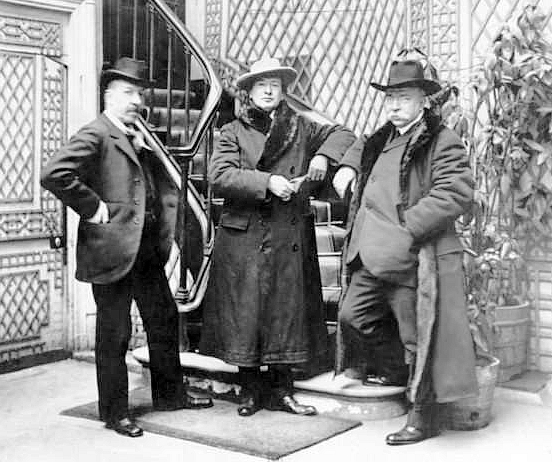
De gauche à droite : Charles-Marie Widor, Ferruccio Busoni et Isidor Philipp au restaurant Foyot, Place de l'Odéon, vers 1910.

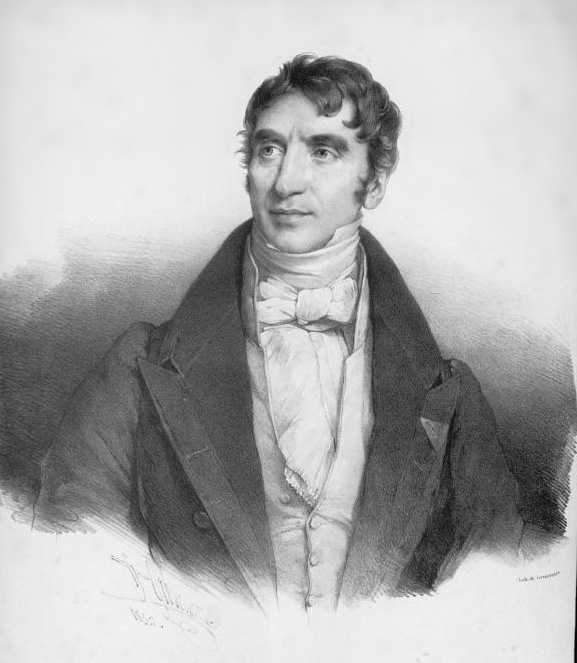
Pierre Zimmerman en 1832.

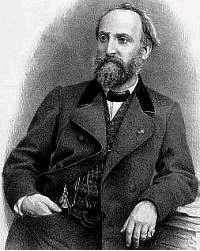
Marmontel vers 1870.

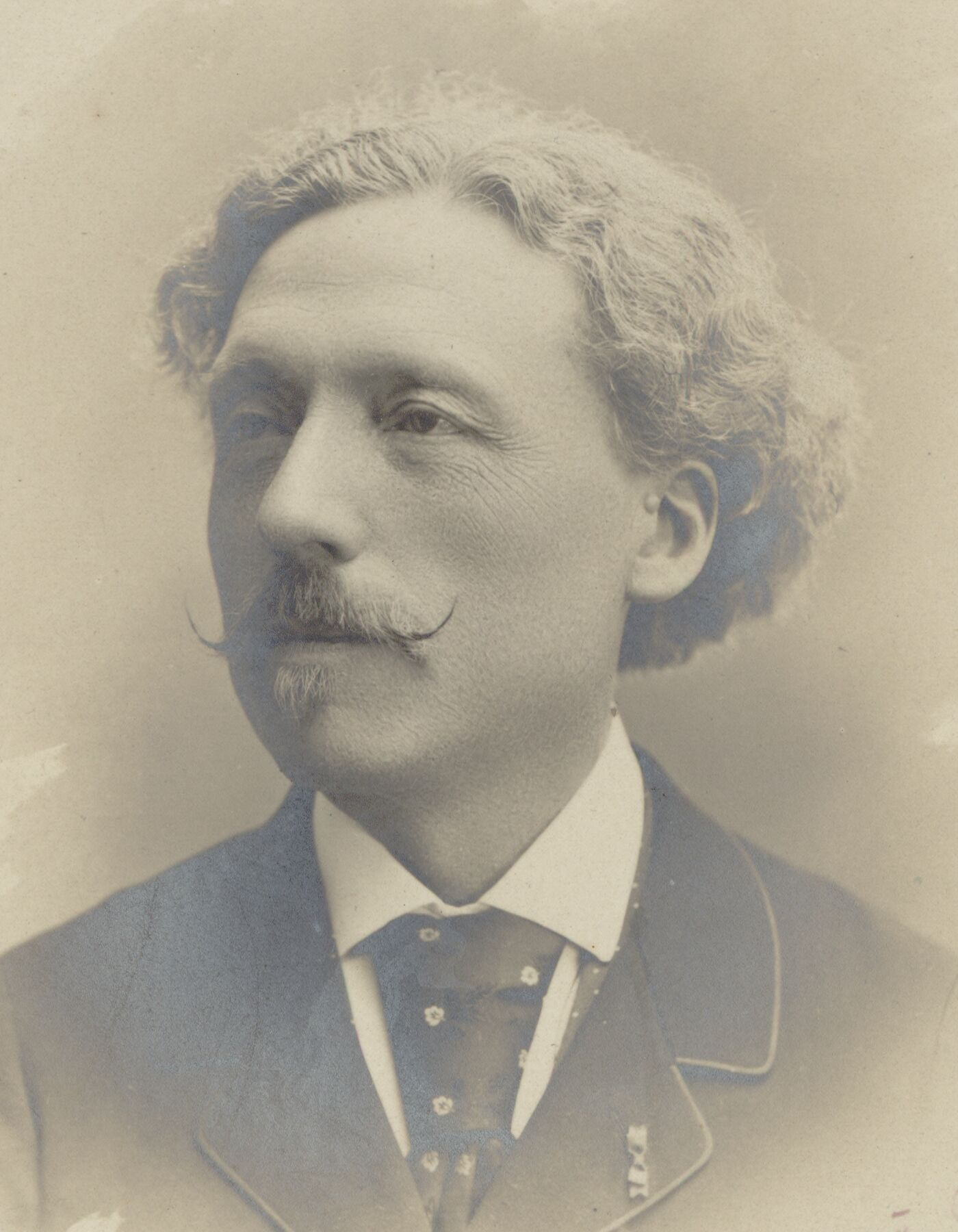
Louis Diémer en 1896.

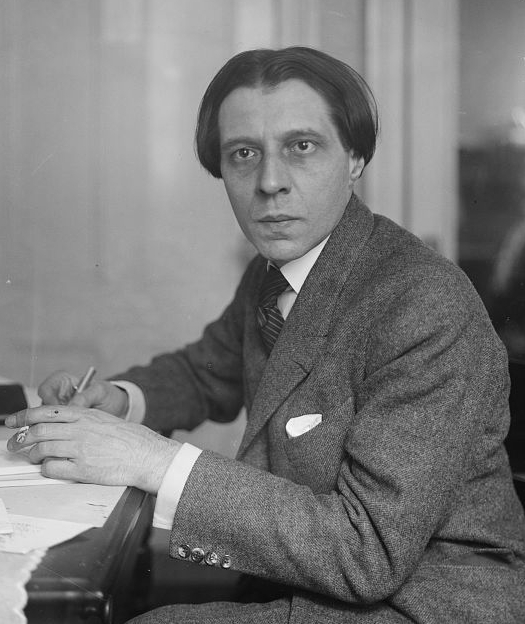
Alfred Cortot.

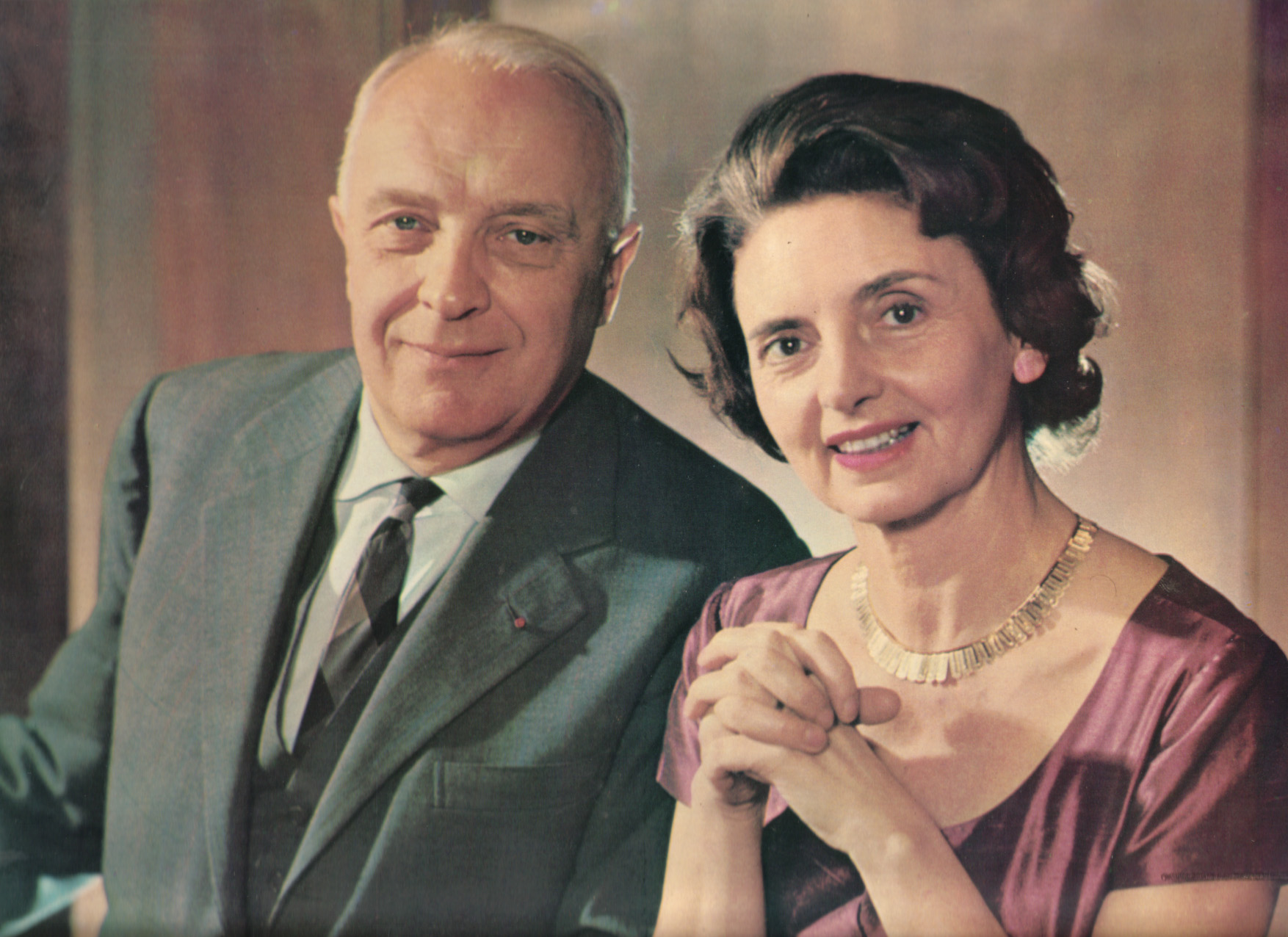
Robert et Gaby Casadesus.

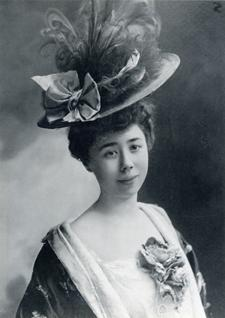
Marguerite Long (vers 1900).

  - Louis-Barthélémy Pradher (1782–1843)
  - Alexandre-Pierre-François Boëly (1785–1858)
- Friedrich Kalkbrenner (1785–1849)
  - Camille-Marie Stamaty (1811–1870)
    - Camille Saint-Saëns (1835–1921)
      - Isidor Philipp (1863–1958)[1]
        - Nikita Magaloff (1912–1992)
          - Ingrid Haebler (1926)

        - Aline van Barentzen (1897–1981)
          - Jacques Rouvier (1947– )
            - Hélène Grimaud (1969– )[1]
            - Philippe Giusiano (1973– )
            - Claire-Marie Le Guay (1974– )
            - David Fray (1981– )

        - Henriette Puig-Roget (1910–1992)
        - Jeanne-Marie Darré (1905–1999)
        - Germaine Thyssens-Valentin (1902–1987)
        - Monique de La Bruchollerie (1915–1973)
          - Cyprien Katsaris (1951)
- Georges Mathias (1826–1910)
  - Raoul Pugno (1852–1914)
- Pierre Zimmermann (1785–1853)
  - Charles-Valentin Alkan (1813–1888)
    - Eraïm Miriam Delaborde (1832–1913)
      - Olga Samaroff (1882–1948)
        - Rosalyn Tureck (1913–2003)
        - William Kapell (1922–1951)
        - Alexis Weissenberg (1929–2012)
        - Jerome Lowenthal (1932– )

  - Antoine-François Marmontel (1816–1898)
    - Francis Planté (1839–1934)
    - Louis Diémer (1843–1919)
      - Zygmunt Stojowski (1869–1946)
      - Marcel Ciampi (1891-1980)
        - Oscar Levant (1906–1972)

      - Édouard Risler (1873–1929)
      - Alfred Cortot (1877–1962) 
        - Magda Tagliaferro (1893-1986)
          - Pía Sebastiani (1925–2015)
          - Alain Bernheim (1931 - )
          - Cristina Ortiz (1950 - )
          - Jorge Luís Prats (1956 - )

        - Clara Haskil (1895–1960)
        - Yvonne Lefébure (1898–1986)
          - Hélène Boschi (1917–1990)
          - Samson François (1924–1970)
          - Théodore Paraskivesco (1940– )
          - Catherine Collard (1947–1993)
          - Walid Akl (1945–1997)
          - Pierre Réach (1948– )
          - Michaël Levinas

        - Vlado Perlemuter (1904–2002)
          - Joaquín Soriano (1941– )
          - Guillermo González Hernández (1945– )
          - Jean-François Heisser (1950– )
          - Michel Dalberto (1955– )
          - Christian Zacharias (1950– )

        - Colette Maze (1914– )
        - İdil Biret (1941– )

      - Lazare-Lévy (1882–1964)
        - Monique Haas (1909–1987)
        - Jean Hubeau (1917–1992)
        - Lélia Gousseau (1909–1997)
          - Anne Queffélec (1948– )
          - Alain Raës (1947– )
          - Pascal Devoyon (1953– )

        - Yvonne Loriod (1924–2010)

      - Alfredo Casella (1883–1947)
      - Yves Nat (1890–1956)
        - Yuri Boukoff (1923–2006)
        - Pierre Sancan (1916–2008)
          - Jean-Bernard Pommier (1944– )
          - Jean-Philippe Collard (1948– )
          - Michel Béroff (1950– )
          - Abdel Rahman El Bacha (1958– )
          - Jean-Efflam Bavouzet (1962– )

        - Jörg Demus (1928– )

      - Marcel Ciampi (1891–1980)
        - Marcel Gazelle (1907–1969)
        - Jean-Paul Sevilla (1934– )
        - Éric Heidsieck (1936– )
        - Cécile Ousset (1936– )

      - Robert Casadesus (1899–1972)
        - Grant Johannesen (1921–2005)
        - Claude Helffer (1922–2004)

      - Marius-François Gaillard (1900–1973)

    - Marguerite Long (1874–1966)
      - Jacques Février (1900–1979)
        - Gabriel Tacchino (1934– )
        - Alain Planès (1948– )

      - Lucette Descaves (1906–1993)
        - Pascal Rogé (1951– )
        - Alice Ader (1945– )
        - Géry Moutier (1957- )

      - Jean Doyen (1907–1982)
        - Philippe Entremont (1934 - )
        - Dominique Merlet (1938– )
          - Jean-Marc Luisada (1958– )
          - Philippe Cassard (1962– )
          - Dana Ciocarlie (1967– )
          - François-Frédéric Guy (1969– )
          - Vanessa Wagner (1973– )

      - Nina Milkina (1919-2006)
      - Miguel Ángel Estrella (1940– )
      - Bruno Leonardo Gelber (1941– )

  - Pedro Tintorer (1814–1891) → École catalane

## École russe du Conservatoire de Moscou
- Franz Xaver Gebel (1787–1843)
  - Alexandre Villoing (1808–1878)
    - Anton Rubinstein (1829–1894)
      - Louis Pabst (1846–1921)
      - Teresa Carreño (1853–1917)

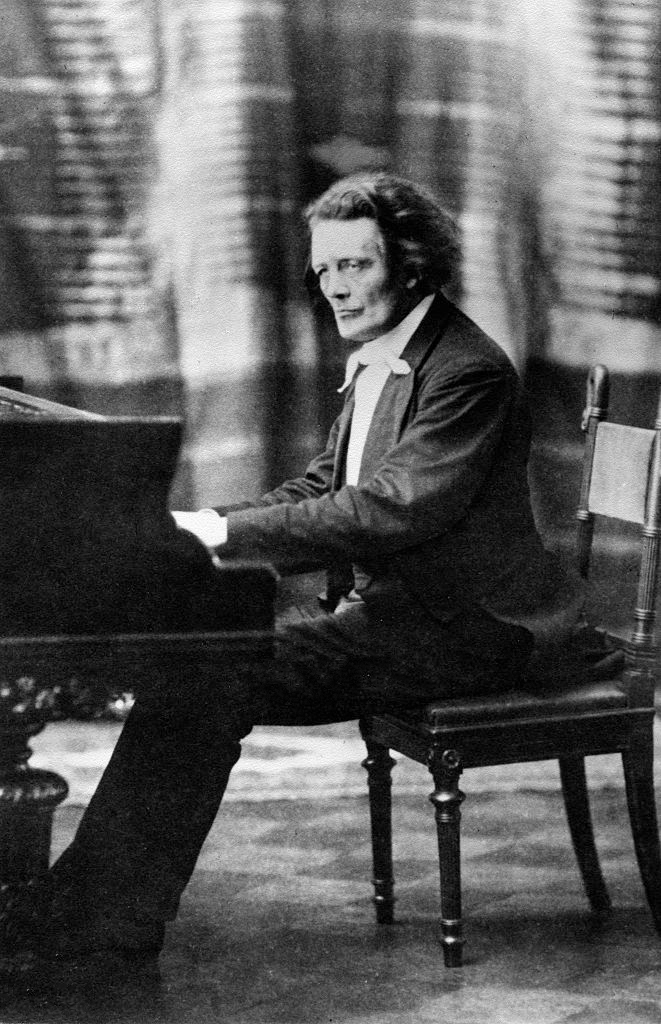
Anton Rubinstein (avant 1894).

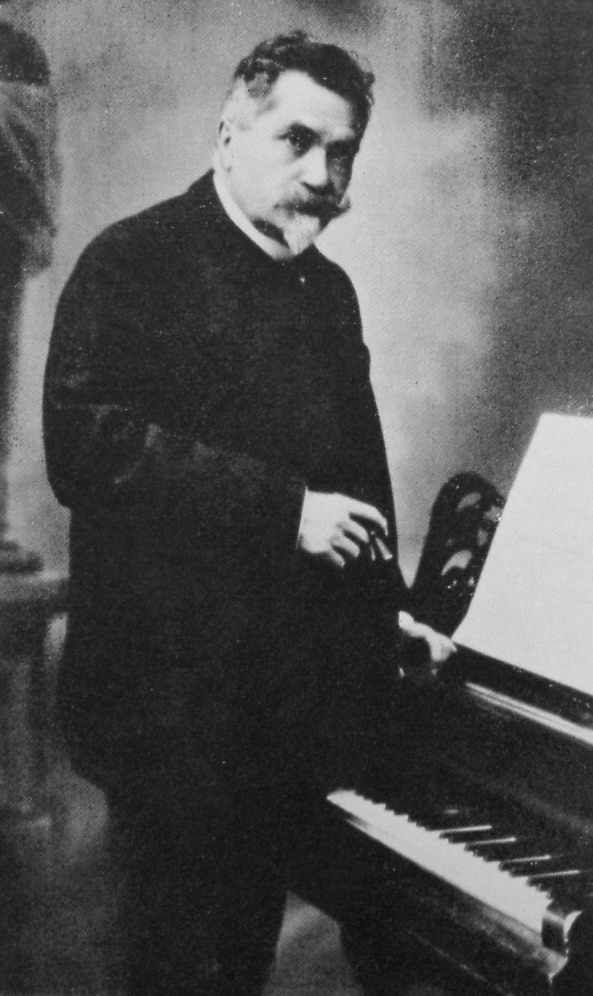
Vassili Safonov en 1902.

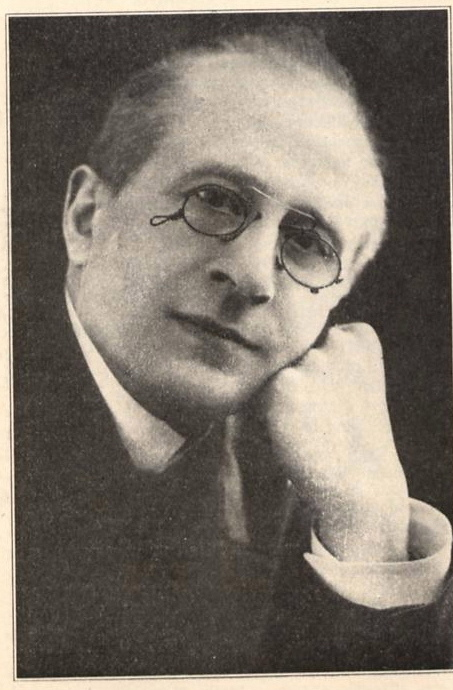
Alexandre Siloti en 1922.

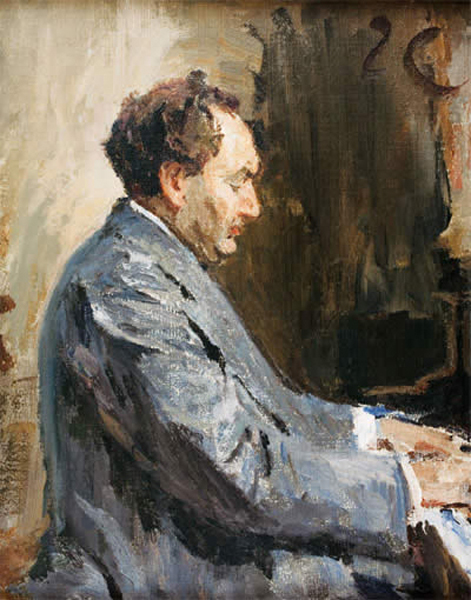
Portrait de Leopold Godowsky par Jan Ciągliński (1858–1913) peinture, 1911.

        - Télémaque Lambrino (1878–1930)

      - Constantin Igoumnov (1873–1948)
        - Anatoli Alexandrov (1888–1982)
        - Lev Oborine (1907–1974)
          - Vladimir Ashkenazy (* 1937)
          - Mikhail Voskresensky (*1935)
          - Peter Rösel (* 1945)
          - Boris Berman (* 1948)

        - Yakov Flier (1912–1977)
          - Viktoria Postnikova (* 1944)
          - Mikhaïl Pletnev (* 1957)
          - Mikhail Rudy (1953– )
          - Mūza Rubackytė (1959– )

      - Josef Hofmann (1876–1957)
        - Shura Cherkassky (1911–1995)
        - Jorge Bolet (1914–1990)

      - Sandra Droucker (1876–1944)

    - Nikolaï Rubinstein (1835–1881)
      - Vassili Safonov (1852–1918)
        - Alexandre Scriabine (1874–1915)
        - Leonid Nikolaïev (1878–1942)
          - Maria Yudina (1899–1970)
          - Vladimir Sofronitsky (1901–1961)
          - Nadia Reisenberg (1904–1983)
          - Dmitri Chostakovitch (1906–1975)
          - Pavel Serebriakov (1909–1977)

        - Josef Lhévinne (1874–1944)
          - Victor Aller (1905–1977)

        - Rosina Lhévinne (1880–1976)
          - John Browning (1933–2003)
          - Van Cliburn (1934–2013)
          - Santos Ojeda (1917–2004)
          - Joel Ryce-Menuhin (1933–1998)
          - Walter Buczynski (1933– )
          - Daniel Pollack (1935– )
          - Marek Jablonski (1939–1999)
          - Tong-Il Han (1941– )
          - Edward Auer (1941–)
          - Misha Dichter (1945– )
          - Kun-Woo Paik (1946– )
          - Garrick Ohlsson (1948– )

        - Nikolaï Medtner (1880–1951)

      - Alexandre Ziloti (1863–1945)
        - Sergeï Rachmaninoff (1873–1943)
        - Alexandre Goldenweiser (1875–1961)
          - Samouïl Feinberg (1890–1962)
          - Grigory Ginzburg (1904–1961)
            - Gleb Axelrod (1923–2003)
            - Sergueï Dorenski (1931 - )
            - Regina Shamvili
            - Sulamita Aronovsky (1929 - )
            - Amir Katz (1973 - )
            - Andrew Wilde (1965 - )
            - Nicolas Hodges(1970 - )
            - Jonathan Powell (1969 - )
            - Nicholas Angelich (1970-2022)
            - Panos Karan (1982 - )

          - Roza Tamarkina (1920–1950)
          - Tatiana Nikolaïeva (1924–1993)
          - Lazar Berman (1930–2005)
          - Dmitri Bachkirov (1931–2021)
            - Dmitri Alexeev (1947– )
            - Yulia Goncharenko (1968– )
            - Arcadi Volodos (1972– )

          - Nelly Akopian Tamarina (* 1941)
- Leopold Godowsky (1870–1938)
  - Heinrich Neuhaus (1888–1964)
    - Evgueni Malinine (1930–2001)
    - Iakov Zak (1913–1976)
      - Nikolaï Petrov (1943–2011)
      - Evgeni Moguilevski (1945– )
      - Lubov Timofeïeva (1951– )
      - Youri Egorov (1954– )

    - Sviatoslav Richter (1915–1997)
      - Elisabeth Leonskaïa (1945- )

    - Emil Gilels (1916–1985)
      - Valeri Afanassiev (1947– )

    - Lev Naoumov (1925–2005)
      - Andrej Hoteev (1946– )
      - Andreï Gavrilov (1955– )
      - Konstantin Scherbakov (1963– )
        - Ioulianna Avdeïeva (1985– )

      - Alexei Sultanov (1969–2005)
      - Alexander Melnikov (1973– )

    - Stanislas Neuhaus (1927–1980)
    - Igor Joukov (1936– )
    - Elisso Virssaladze (1942– )
      - Boris Berezovsky (1969– )
      - Alexandre Osminine (1981- )

    - Radu Lupu (1945–2022)

  - Abbey Simon (1922– )
    - Frederic Chiu
    - John Kamitsuka
- Felix Blumenfeld (1863–1931)
  - Simon Barere (1896–1951)
  - Vladimir Horowitz (1903–1989)
  - Maria Grinberg (1908–1978)
    - Byron Janis (* 1928)

## École tchèque
- Josef Proksch (1794–1864)
  - Jakub Virgil Holfeld (1835–1920)
    - Vilém Kurz (1872–1945)
      - Albert Tadlewski (1892–1945)

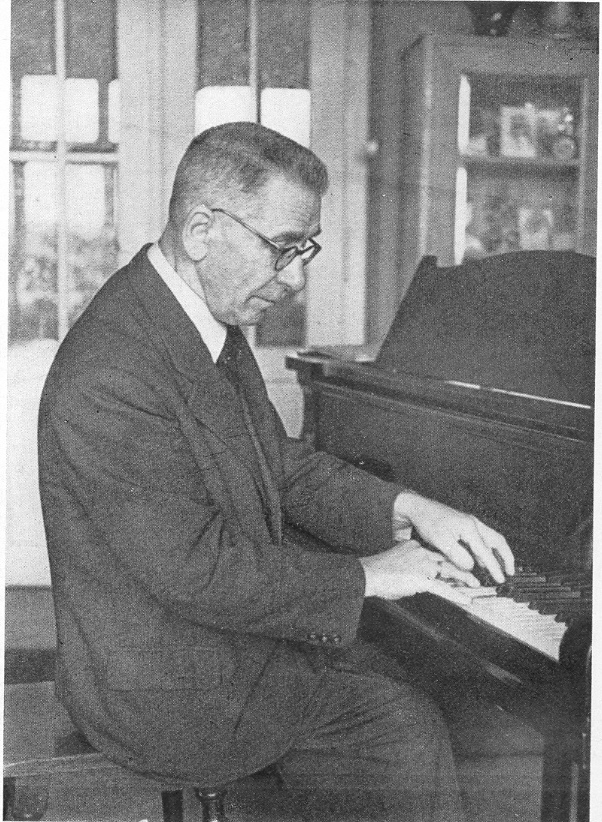
Vilem Kurz.

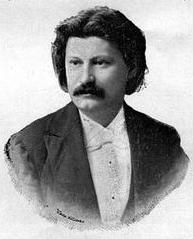
Karel Hoffmeister, en 1899.

      - Ilona Štěpánová-Kurzová (1899–1975)
        - Ivan Moravec (1930–2015)

      - Rafael Schächter (1905–1945)
      - Eduard Steuermann (1892–1964)
      - Rudolf Firkušný (1912–1994)
      - Zdeněk Jílek (1919–1999)
      - František Maxián (1907–1971)
        - Jan Panenka (1922–1999)
        - Josef Hála (1928– )
        - Stanislav Knor (1929–1984)
          - Inger Södergren (1947– )

        - Antonín Kubálek (1935–2011)
        - Boris Krajný (1945– )

      - Pavel Štěpán (1925–1998)

    - Růžena Kurzová (1880–1938)
- Karel Hoffmeister (1868–1952)
  - František Rauch (1910–1996)
    - Ivan Klánský (1948– )
      - Martin Kasík (1976– )
      - Ivo Kahánek (1979– )

    - Karel Košárek (1967– )

  - Josef Páleníček (1914–1991)

## École hongroise

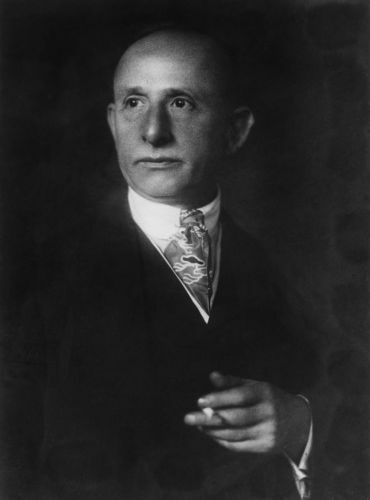
István Thomán.

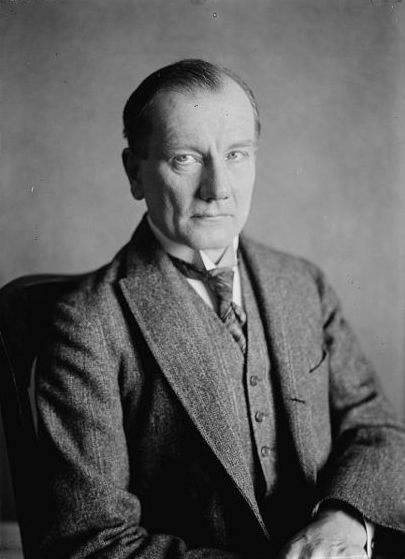
Ernst von Dohnányi.

- Franz Liszt
  - István Thomán (1862–1940)
    - Arnold Székely (1874–1958)
      - György Kósa (1897–1984)
      - Ervin Nyíregyházi (1903–1987)
      - Louis Kentner (1905–1987)
      - Georg Solti (1912–1997)
      - Andor Földes (1913–1992)
      - Annie Fischer (1914–1995)
      - Lívia Rév (1916– )
        - Edith Farnadi (1921–1973)

    - Ernst von Dohnányi (1877–1960)
      - Mischa Levitzki (1898–1941)
      - Edward Kilenyi (1910–2000)
      - Tamás Vásáry (1933- )
      - Bálint Vázsonyi (1936–2003)
      - Géza Anda (1921–1976)
      - György Cziffra (1921–1994)
        - Pascal Amoyel (1971– )

    - Béla Bartók (1881–1945)
      - Lili Kraus (1905–1986)
      - Georg Solti (1912–1997)
      - György Sándor (1912–2005)

    - Imre Ungár (1909–1972)

  - Árpád Szendy (1863–1922)
    - Ilona Kabós (1893–1973)
    - John Ogdon (1937–1989)
    - Peter Frankl (1935– )
    - Roberto Szidon (1941–2011)

## École catalane
- Pedro Tintorer (1814–1891)
  - Joan Baptista Pujol (1835–1898) (Conservatoire de Barcelonne)
    - Carles Vidiella (1856–1915)
    - Isaac Albéniz (1860–1909)
      - Emili Vilalta (1867–1930)

    - Mario Calado (1862–1923)
    - Joan Baptista Pellicer (1862–1930)
      - Amadeu Cuscó (1876–1942)
      - Benvingut Socias (1877–1951)
      - Josep Sabater (1882–1969)
      - Emilia Miret (1892– après 1941)

    - Enrique Granados (1867–1916)
      - Frederic Longás (1895–1968)
      - Roberto Gerhard (1896–1970)
      - Paquita Madriguera (1900–1965)
      - Frank Marshall (1883–1959)
        - Mercè Roldós (1910–1989)
        - Enric Torra (1910–2003)
        - Alexandre Vilalta (1905–1984)
        - María Vilardell Viñas (1922–2011)
        - Alicia de Larrocha (1923–2009)
          - Antonio Ruiz-Pipó (1934–1997)
          - Antoni Besses (1945– )
          - Antonio Soria (1967– )
          - Daniel Blanch (1974– )
          - Luis Fernando Pérez (1977– )
          - Alba Ventura (1978– )

        - Jaume Padrós (1926–2007)
        - Rosa Sabater (1929–1983)
        - Rosa María Kucharski (1929–2006)
        - Albert Giménez Attenelle (1937– )
          - Ignasi Cambra (1989– )
          - Abraham Mateos (1991– )
          - Anna Serret Almenara (1988– )

    - Joaquim Malats (1872–1912)
    - Frederic Lliurat (1876–1956)
    - Ricardo Viñes (1875–1943)
      - Enriqueta Garreta (1907–1971)
      - Maria Canals (1914–2010)
        - Leonora Milà (1942– )

  - Pere Serra (1870–1934) (Conservatoire de Liceu)
  - Modest Serra (1873–1962)
    - Frederic Mompou (1893-1987)

  - Joan Lamote de Grignon (1872–1949)

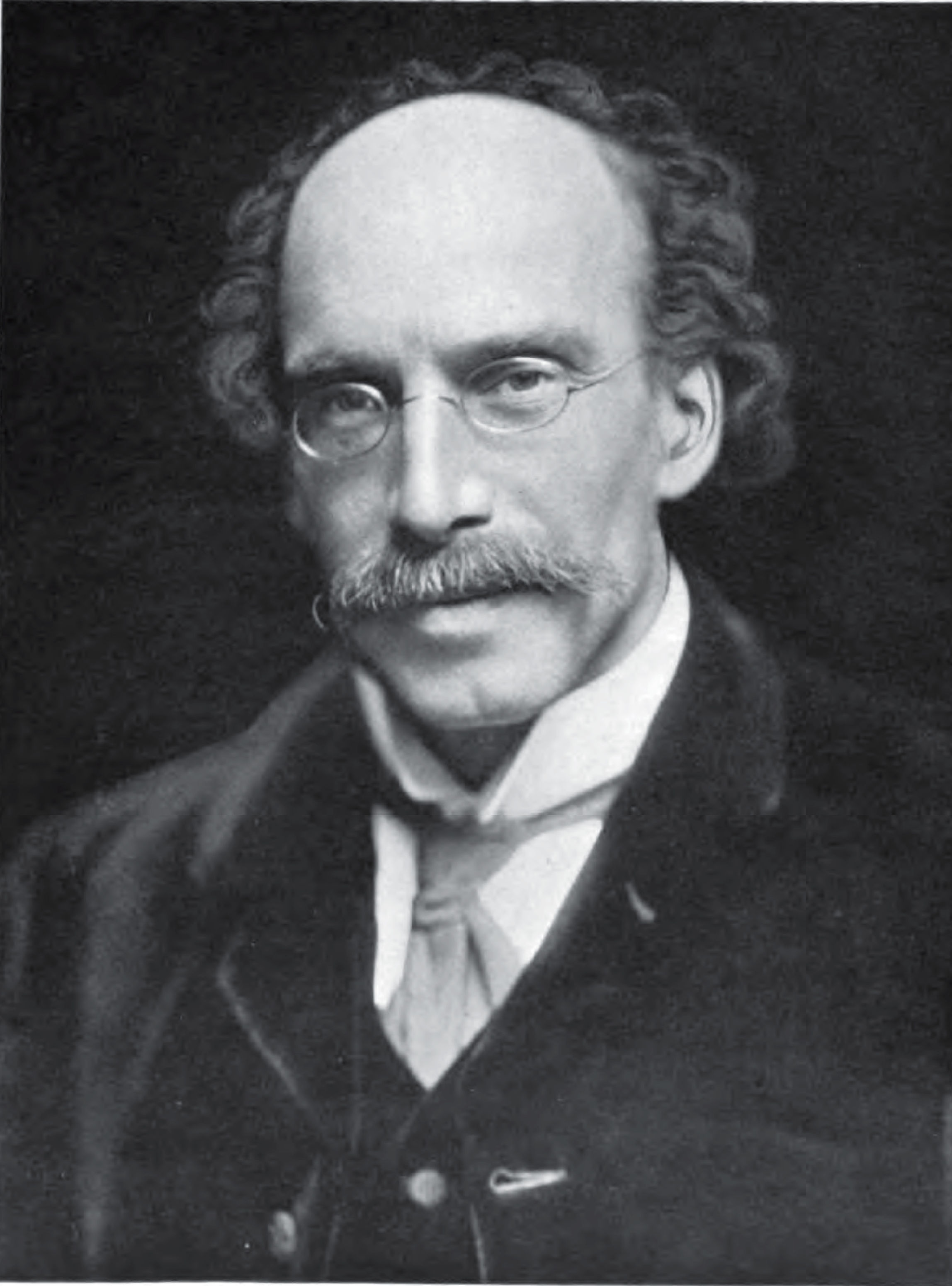
Tobias Matthay, vers 1913.

    - Ferran Ardèvol (1887–1972)
      - José Ardévol (1911–1981)
      - Joan Guinjoan (1931– ) 
        - Josep Colom (1947– )
          - Javier Perianes (1978– )

## École britannique
- Tobias Matthay (1858–1945)
  - Harold Craxton (1885–1971)
  - Myra Hess (1890–1965)
  - Adolph Hallis (1896–1987)
  - Clifford Curzon (1907–1982)
    - John Ogdon (1937–1989)
    - Stephen Kovacevich (1950– )

  - Eileen Joyce (1908–1991)
  - Moura Lympany (1916–2005)

## École du Conservatoire de Kiev
- Leo Sirota (1885–1965)
- Vladimir Horowitz (1903–1989)
- Alexandre Uninsky (1910–1972)
- Alexandre Brailowsky (1896–1976)
- Anatole Kitain (1903–1980)
- Vika Yermolyeva (* 1978)
- Valentina Lisitsa (* 1973)

### Catégories et listes connexes
- catégorie « Pianiste par nationalité »
- catégorie « Pianiste classique »
- Liste alphabétique de pianistes classiques